# Руи Гонсалвеш
Руи Гонсалвеш (на португалски: Rui Goncalves) е португалски мотоциклетен състезател, състезаващ се за тима на Honda World Motocross в клас мотокрос МХ1.
Започва своята кариера в Португалските национални серии на мотокроса, започвайки от Italjet през 1993 г., дебютира в Световния шампионат по мотокрос през 2002 г., като през 2009 г., достига второ място в клас MX2, спечелвайки победи в шест различни състезания от Световния шампионат, състезавайки се за австрийския тим на КТМ.
От 2010 г. се присъединява към отбора на Хонда, с който участва в Световното първенство от клас MX1.